# 마이크론 테크놀로지

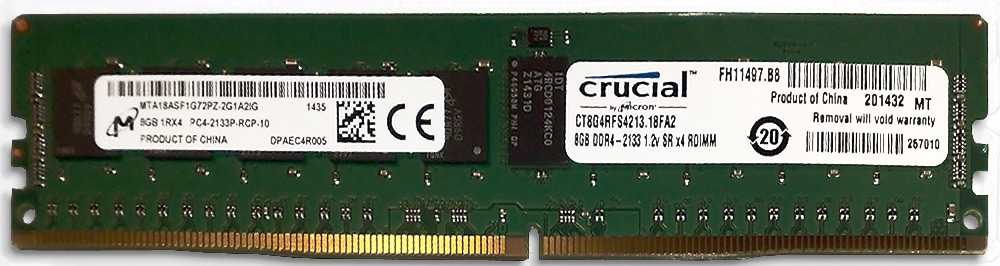
Micron 로고(맨 왼쪽)와 Crucial 로고(중앙 오른쪽)가 모두 있는 DDR4 RDIMM.

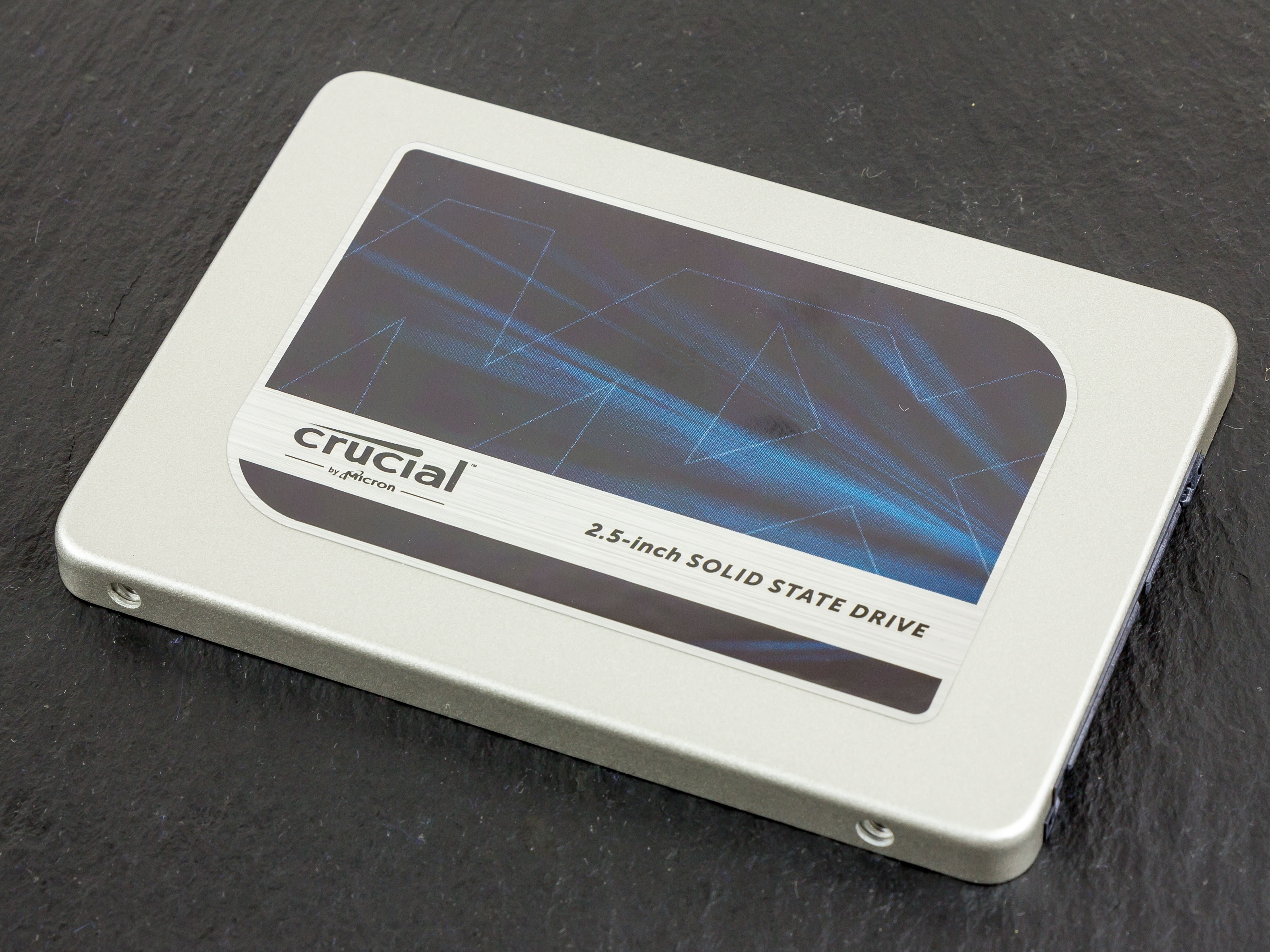
Crucial 브랜드의 525GB MX300 솔리드 스테이트 드라이브.

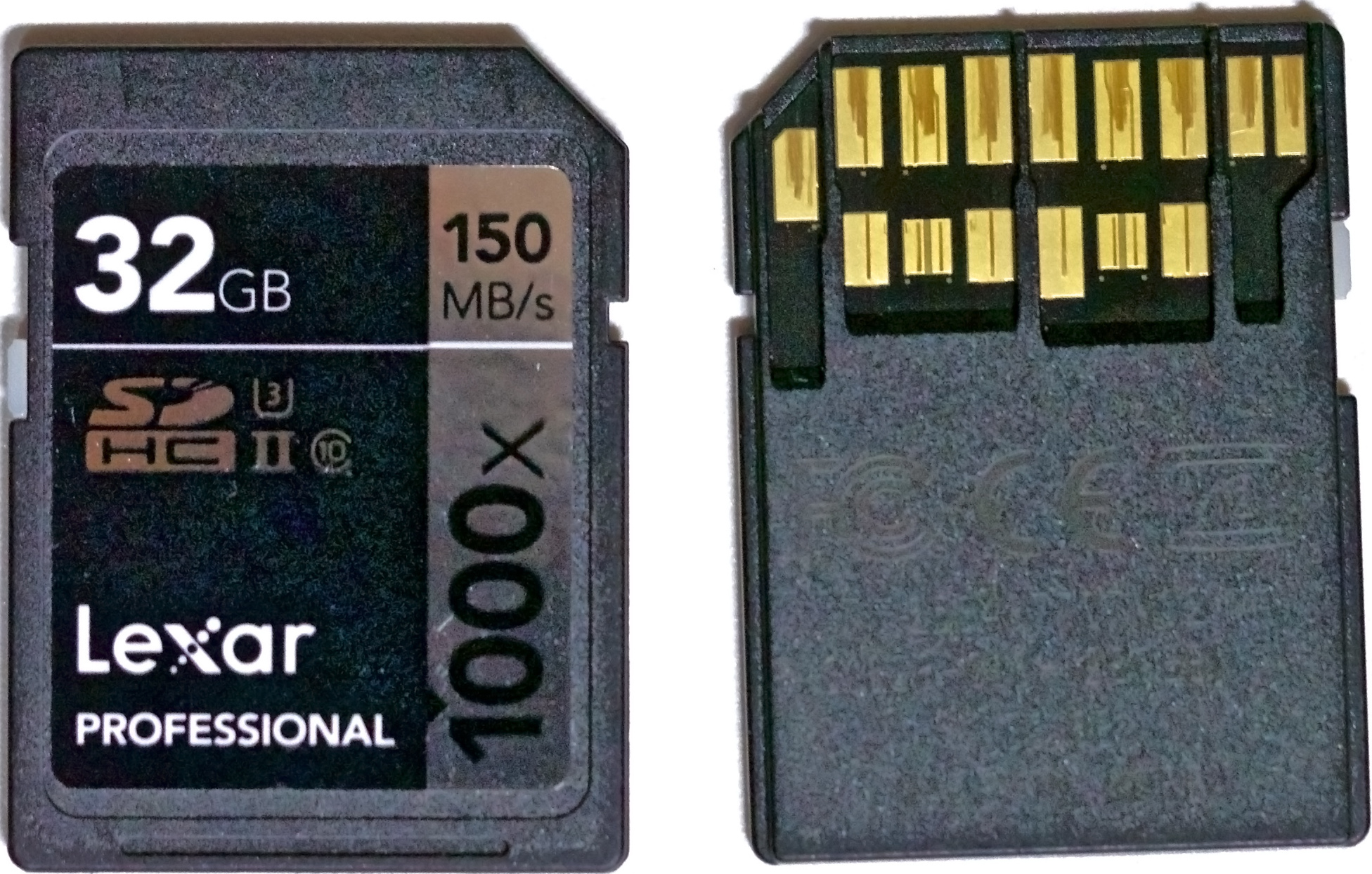
Lexar SDXC UHS-II 메모리 카드(전면 및 후면), 회사가 Micron 소유였을 때 제조

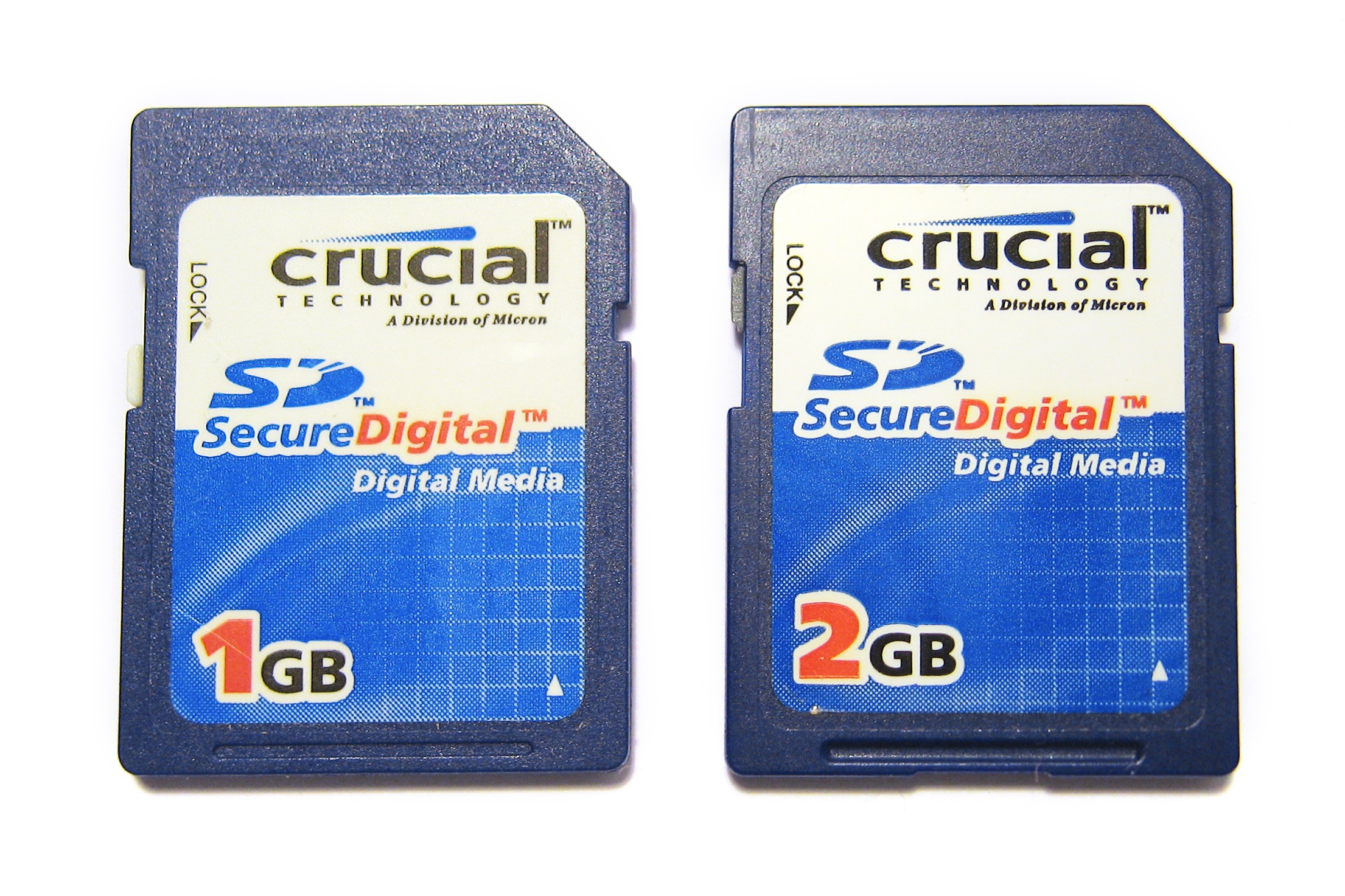
2007년 Crucial 브랜드의 SD 카드.

마이크론 테크놀로지(영어: Micron Technology, Inc.)는 DRAM과 플래시 메모리 제품을 개발, 제조, 판매하는 미국 굴지의 반도체 기업이다. 대부분의 소비자용 제품은 '크루셜(Crucial)' 브랜드로 잘 알려져 있다. 마이크론 테크놀로지는 전세계 반도체 기업 매출순위의 상위권에 속한다.

## 역사
마이크론은 1978년에 워드 파킨슨, 조 파킨슨, 데니스 윌슨, 더그 피트먼이 아이다호주 보이시에서 공동으로 설립했다. 자본금은 지역 아이호 사업가 톰 니콜슨, 알렌 노블, 론 양키가 투자하였다. 마지막 투자금은 감자 사업으로 부를 쌓은 아이다호 주의 억만장자 J. R. 심플롯(J. R. Simplot)에게 지원받았다.
1981년에, 첫 번째 웨이퍼 제조설비 ("팹 1")는 완성되었고 마이크론은 64킬로비트 디램칩을 생산하였다. 두 번째 "팹"은 1984년 후반에 완공되어 256킬로비트 디램칩을 생산하였다. 저비용 제조에 집중했기 때문에, 마이크론은 많은 경쟁사가 산업을 폐쇄하던 디램 시장의 폭락에서 생존하였다. 가장 최악의 상황은 1985년에 발생하였다. 당시에 일본산 덤핑 수입의 주장이 발생되자, 디램가격이 폭락하였고 디램의 발명기업 인텔이 디램 시장에서 철수하게 되었다. 마이크론은 미국 기업 중에 유일하게 살아남았다. 1998년에 경쟁사 텍사스 인스트루먼트의 메모리 사업을 인수하였고 2001년에 일본 도시바의 메모리 사업을 인수하였다. 이런 인수는 이탈리아, 싱가포르, 일본에 있는 제조설비를 포함하여 마이크론이 다국적 기업으로 성장하게 하였다.
1994년에, 설립자 조 파키슨은 최고경영자에서 물러났고 최고경영자 스티브 애틀턴이 후임자가 되었으나 2012년 2월 3일 비행기 조종 중에 사고로 사망 후 COO인 마크 더칸이 CEO가 되었다.
2004년~2005년의 조사는 1999년~2002년동안 국제적인 디램 가격 담합 음모를 밝혀냈다. 디램 가격 단합은 경쟁사에게 피해를 주었으며 개인용 컴퓨터의 가격이 상승한 원인이었다. 그결과, 인피니온은 2004년에 1.6억 달러의 벌금을 냈다. 또한 2005년에, 삼성전자는 3억 달러, 하이닉스는 1.85억 달러의 벌금을 냈다. 마이크론 테크놀로지는 기소당국과 협력하였기 때문에 벌금의 면제가 예상되었다. 2007년 10월에, 마이크론 테크놀로지는 자동차의 앞이나 뒤쪽으로 직관적인 시야를 제공하여 더 민감한 운전 경험을 가능하게 하는 MT9V023 센서를 발표하였다. 자동차 이미지 센서는 스마트 자동차에서 사용될 것이다. 2012년 7월 2일, 마이크론은 25억 달러에 일본 엘피다 메모리 인수를 발표하였다.

## MPC 컴퓨터
1990년에 초반에 마이크론 테크놀로지는 개인용 컴퓨터를 제조하는 (나중에 마이크론 일렉트로닉스로 알려진) 마이크론 컴퓨터를 설립하였다. 마이크론 컴퓨터의 본사는 남파에 있고, (나중에 파이크론PC & 마이크론PC닷컴) 당시에 마이크론이라는 브랜드로 컴퓨터를 판매하였다. 1998년에 마이크론 테크놀로지는 3차원 컴퓨터 그래픽 칩을 생산하는, 렌디션을 인수하였다. 마이크론 테크놀로지의 인터넷 사업의 제어, 마이크론 인터넷 서비스는 1999년에 마이크론 일렉트로닉스에 소속되었다. 마이크론 일렉트로닉스는 새롭게 집중한 일괄판매 컴퓨터와 인터넷 서비스를 담당하였다. 논란이 되는 마이크론 일렉트로닉스의 최고경영자 조엘 코에처는 인터넷 기업 호스트프로 (웹닷컴)을 인수하여, 마이크론 일렉트로닉스와 합병하였다.
2001년에, 컴퓨터 제조와 인터넷 사업부는 분리되었다. 인터넷 사업부는 매각되어서 웹닷컴으로 기업이름을 변경한 인터랜드 사와 합병되었고, 모든 부서는 마이크론 테크놀로지와 관계가 끊어졌다. 컴퓨터 제조 운영부서는 골 테크놀로지 그룹에 매각되었다. 매각된 컴퓨터 제조 부서는 마이크론PC에서 "MPC 컴퓨터"로 브랜드를 변경하였으며, (공식적으로 하이퍼스페이스 커뮤니케이션 사로 불리는) MPC의 자회사 MPC 컴퓨터는 남파의 외각에서 운영되었다.
2008년 MPC는 파산신청을 하고 폐업하였다.

## 경쟁사
- 인텔
- 삼성전자
- SK하이닉스
- 트랜센드
- 샌디스크
- 킹스톤 테크놀로지
- 키오시아 (구 도시바 메모리)